# ガリレオ (測位システム)
ガリレオ（Galileo）は、EUが構築した全地球航法衛星システム。

## 概要
ガリレオはEUによる全地球航法衛星システムである。高度約24000kmの上空に30機の航法衛星を運用することを予定している。民間主体としては初の衛星航法システムであり、EUはアメリカ国防総省が運営するGPSのように、軍事上の理由によるサービスの劣化及び中断を避けられる利点があるとコメントしている。さらに、測位にかかる時間が短縮され、GPSの数メートルに比べて1メートルまで精度を向上できる。
試験衛星は2005年12月28日に1機目のGIOVE-A衛星が打ち上げられ、2006年1月12日から試験電波が発射されており、2007年5月2日に英Surrey Satellite Technologyによって作成された航法メッセージがギルドフォード地球局からGIOVE-A衛星にアップロードされ放送された。2006年中に打ち上げ予定だった2機目の試験衛星GOOV-Bは、打上げが2008年4月まで遅れた。本格利用開始は2010年頃とされていたが、2016年12月から初期サービスを開始し、2020年に本格的なサービスが開始される予定である。2019年5月現在までに計画の30機中26機が打ち上げられ、22機が運用中、2機が使用不能、2機がテスト状態にある。残りの4機は2021年までに打ち上げられる予定である。
無料で利用できるGPSに対して、莫大な費用を投資し有料での活用を予定しているガリレオの採算性を疑問視する意見も多い。当初の事業費は36億ユーロないし38億ユーロと見込まれており、うち民間企業が24億ユーロを負担する予定だったが、2007年に共同事業体が解散し計画の中止が検討された。2007年5月にEUは公的資金で全額を肩代わりすることを決定し、11月に承認された。2010年には、Wikileaksによって漏出したアメリカ外交当局の資料に、ガリレオに用いる14機の衛星製造を請け負っているドイツの契約企業の担当役員が、ガリレオ計画を「フランスの国益に基づく馬鹿げたアイデア」だとコメントしたことが明らかとなり、問題の役員が解任される騒ぎがあった。

## EU以外の参加国
- ノルウェー、スイス
- イスラエル、ウクライナ、インド、モロッコ、サウジアラビア、韓国

## 離脱した国
- 中華人民共和国 - 2003年に参入・出資した[4]が、現在は独自開発の全地球航法衛星システム「北斗」に専念している。
- イギリス - 2018年12月にEU離脱に伴い離脱することを発表した[5]。

日本も協力を打診されたが、政治的要素、費用的問題に加え、実現性が低いと考えて参加を見送った。独自の衛星航法システムとして、GPSおよびガリレオの位置情報を補正して高精度航法を行う準天頂衛星システムを開発中である。

## 構成

### GIOVE
GIOVE（Galileo In-Orbit Validation Element）衛星は欧州宇宙機関によるガリレオ衛星の技術の一連の試験衛星であり、2機が打ち上げられた。Gioveとはイタリア語で木星を表す。この名称はガリレオ・ガリレイがイオ、エウロパ、ガニメデ、カリストと呼ばれるの一群のガリレオ衛星と呼ばれる木星の衛星を発見した事に由来する。
GIOVE-Aは、SSTL(Surrey Space Technology Limited)社が静止衛星用の小型バスを使って開発し、ルビジウム原子時計1台を搭載した。一方、GIOVE-Bはフランスのプロメテウス衛星バスを使って開発され、ルビジウム原子時計に加えてより精度の高い水素メーザ時計を搭載するといった風に、異なった仕様で開発された。
GIOVE-Bは2008年5月7日に航法信号の送信を開始した。
GIOVE-Aは2012年6月末に運用を終了した。GIOVE-Bは2012年9月に高度を300km上げて運用を終える予定。

### IOV
IOV（In-Orbit Validation）衛星は構造をより運用機に近づけた実証衛星であり、IOV-1とIOV-2は2011年10月21日に、IOV-3とIOV-4は2012年10月14日に、それぞれギアナ宇宙センターからソユーズSTBで打ち上げられた。FOC打ち上げ後は衛星コンステレーションに編入される。

### FOC
FOC（Full Operational Capability）衛星は機能を全て備え、衛星コンステレーションを主に構築する。2010年1月に最初の14機がOHBシステムとサリーサテライトテクノロジー、続いて2012年2月に追加でOHBシステムズに8機が発注された。初期のサービスは2016年に開始された。

## 略史
- 2005年12月28日：技術試験衛星GIOVE-A打上げ（バイコヌール宇宙基地、ソユーズFG）
- 2008年4月27日：技術試験衛星GIOVE-B打上げ（バイコヌール宇宙基地、ソユーズFG）
- 2011年10月21日：実証衛星IOV-1、IOV-2打上げ（ギアナ宇宙センター、ソユーズST-B）
- 2012年6月末：GIOVE-Aの運用を終了
- 2012年10月14日：実証衛星IOV-3、IOV-4打上げ（ギアナ宇宙センター、ソユーズST-B）
- 2014年8月22日：FOC衛星GSAT-201、GSAT-202打上げ（ギアナ宇宙センター、ソユーズST-B）
- 2014年8月23日：GSAT-201、GSAT-202が軌道投入に失敗したことを発表
- 2015年3月27日：FOC衛星GSAT-203、GSAT-204打上げ（ギアナ宇宙センター、ソユーズST-B）
- 2015年9月11日：FOC衛星GSAT-205、GSAT-206打上げ（ギアナ宇宙センター、ソユーズST-B）
- 2015年12月17日：FOC衛星GSAT-208、GSAT-209打上げ（ギアナ宇宙センター、ソユーズST-B）
- 2016年5月24日：FOC衛星GSAT-210、GSAT-211打上げ（ギアナ宇宙センター、ソユーズST-B）
- 2016年11月17日：FOC衛星GSAT-207、GSAT-212、GSAT-213、GSAT-214打上げ（ギアナ宇宙センター、アリアン5）
- 2016年12月15日：初期サービス開始
- 2017年12月12日：FOC衛星GSAT-215、GSAT-216、GSAT-217、GSAT-218打上げ（ギアナ宇宙センター、アリアン5）
- 2018年7月25日：FOC衛星GSAT-219、GSAT-220、GSAT-221、GSAT-222打上げ（ギアナ宇宙センター、アリアン5）
- 2018年12月：イギリスはEU離脱に伴いガリレオ計画から離脱を発表